# Cruz Díaz Marcos
Cruz Díaz Marcos (Casillas de Coria, Cáceres, 2 de diciembre de 1955 - Badajoz, 18 de septiembre de 2023) fue un escritor español cuya obra se centró en la poesía.

## Trayectoria poética
Comenzó su trayectoria pública publicando en el suplemento semanal del periódico de Extremadura, Hoy, llamado Seis y Siete, sus primeras creaciones poéticas. También trabajó como colaborador en revistas literarias como Clarín y Gemma de Aranguren (Vizcaya). Sus poemas se han publicado en libros y antologías como:
- Ruta de la Plata, 1977-1986, 10 años de poesía en Extremadura.
- Antología Voces poéticas, de la Colección El juglar y la luna editado por Seuba Ediciones, de Barcelona.
- Antología, Cantando en tus estrellas, homenaje a Miguel Hernández editado por Editorial Lofornis, de Barcelona.
- Promesas poéticas de hoy, publicado por Ediciones El Paisaje, de Aranguren (Vizcaya).

Además aparecen reseñas sobre él en obras publicados por la Editorial El Paisaje, de Aranguren (Vizcaya), como: Escritores de Cáceres, Biografías de literatos, Diccionario de poetas y Enciclopedia de Escritores. Además ha publicado varios libros de poesía, alguno publicado, como es el caso de Los instantes vividos, publicado por la Editorial Círculo Rojo, y otros todavía inéditos, como, Árbol de ausencias, Sucesión de albas, De la luz en la sombra y Sonetos de la contemplación.

## Obra
- Sonetario (Retablo de sonetos)
- La Huélliga (Sentiris de la mi tierra) (2018, Círculo Rojo), primer libro de poemas publicado con arreglo a las nuevas normas ortográficas del extremeño de OSCEC.[9]

## Premios y reconocimientos
- 1980 Finalista en la cuarta edición del “Premio de Poesía Ruta de la Plata”, con el poema «Solo ante la belleza».[7]
- 1981 Primer premio de poesía “Ruta de la Plata”, en su quinta convocatoria.
- Premio de poesía Ciudad de Coria
- 2002 Segundo premio en el concurso de relato breve “San Juan 2002” de Coria.
- 2022 Ganador del “Concurso de Poesía 2002” de Calzadilla (Cáceres).
- Premio en el III concurso de poesía “Ciudad de Jerez”, de Jerez de los Caballeros (Badajoz) en la modalidad de Soneto Clásico.[3][4][7]
- 2019 XIX Premio de Poesía "Rafael Garcia Plata de Osma" que convoca cada año el Círculo Extremeño de Torrejón de Ardoz (Madrid).[10]